# Campeonato Mundial de Atletismo de 2019 - Lançamento de disco masculino
A competição do lançamento de disco masculino no Campeonato Mundial de Atletismo de 2019 foi realizada no Estádio Internacional Khalifa, em Doha, no Catar, entre os dias 28 e 30 de setembro.

## Recordes
Antes da competição, os recordes eram os seguintes:
| Recorde mundial                               | Jürgen Schult (GDR)     | 74.08 | Neubrandenburg, Alemanha Oriental | 6 de junho de 1986  |
| Recorde do campeonato                         | Virgilijus Alekna (LTU) | 70.17 | Helsínquia, Finlândia             | 7 de agosto de 2005 |
| Recorde do ano                                | Daniel Ståhl (SWE)      | 71.86 | Bottnaryd, Suécia                 | 29 de junho de 2019 |
| Recorde africano                              | Frantz Kruger (RSA)     | 70.32 | Salon-de-Provence, França         | 26 de maio de 2002  |
| Recorde asiático                              | Ehsan Haddadi (IRI)     | 69.32 | Tallinn, Estônia                  | 3 de junho de 2008  |
| Recorde da América do Norte, Central e Caribe | Ben Plucknett (USA)     | 71.32 | Eugene, Estados Unidos            | 4 de junho de 1983  |
| Recorde da América do Sul                     | Jorge Balliengo (ARG)   | 66.32 | Rosário, Argentina                | 15 de abril de 2006 |
| Recorde europeu                               | Jürgen Schult (GDR)     | 74.08 | Neubrandenburg, Alemanha Oriental | 6 de junho de 1986  |
| Recorde da Oceania                            | Benn Harradine (AUS)    | 68.20 | Townsville, Austrália             | 10 de maio de 2013  |

## Medalhistas
| Ouro               | Prata                | Bronze                    |
| Daniel Ståhl (SWE) | Fedrick Dacres (JAM) | Lukas Weißhaidinger (AUT) |

## Tempo de qualificação
| Tempo de qualificação |
| --------------------- |
| 65.00 m               |

## Calendário
| Data                   | Horário | Fase         |
| ---------------------- | ------- | ------------ |
| 28 de setembro de 2019 | 16:15   | Qualificação |
| 30 de setembro de 2019 | 21:15   | Final        |

Todos os horários estão no horário local (UTC+3)

## Resultados

### Qualificação
Qualificação: 65.60 m (Q) ou as 12 melhores performances (q).
| Pos. | Grupo | Atleta                   | Nacionalidade   | Tentativa | Tentativa | Tentativa | Marca | Notas |
| Pos. | Grupo | Atleta                   | Nacionalidade   | 1         | 2         | 3         | Marca | Notas |
| ---- | ----- | ------------------------ | --------------- | --------- | --------- | --------- | ----- | ----- |
| 1    | B     | Daniel Ståhl             | Suécia          | x         | 67.88     |           | 67.88 | Q     |
| 2    | A     | Fedrick Dacres           | Jamaica         | 65.44     | 64.26     | x         | 65.44 | q     |
| 3    | B     | Matthew Denny            | Austrália       | 64.48     | 60.94     | 65.08     | 65.08 | q     |
| 4    | A     | Alin Alexandru Firfirică | Roménia         | 64.55     | 65.05     | x         | 65.05 | q     |
| 5    | B     | Ehsan Haddadi            | Irão            | 64.84     | 63.05     | 61.29     | 64.84 | q     |
| 6    | B     | Ola Stunes Isene         | Noruega         | 58.43     | 64.54     | 63.33     | 64.54 | q     |
| 7    | A     | Apostolos Parellis       | Chipre          | 64.03     | x         | 64.50     | 64.50 | q     |
| 8    | B     | Andrius Gudžius          | Lituânia        | 64.14     | 63.28     | x         | 64.14 | q     |
| 9    | B     | Sam Mattis               | Estados Unidos  | x         | 63.96     | 60.89     | 63.96 | q     |
| 10   | A     | Simon Pettersson         | Suécia          | 63.65     | 61.98     | 62.43     | 63.65 | q     |
| 11   | A     | Martin Wierig            | Alemanha        | 60.63     | 63.65     | 62.03     | 63.65 | q     |
| 12   | A     | Lukas Weißhaidinger      | Áustria         | 59.94     | 63.31     | 60.77     | 63.31 | q     |
| 13   | A     | Mason Finley             | Estados Unidos  | x         | 63.22     | x         | 63.22 |       |
| 14   | B     | Christoph Harting        | Alemanha        | 60.31     | 62.04     | 63.08     | 63.08 |       |
| 15   | B     | Traves Smikle            | Jamaica         | 62.24     | 62.25     | 62.93     | 62.93 |       |
| 16   | A     | David Wrobel             | Alemanha        | 62.43     | 61.47     | x         | 62.43 |       |
| 17   | A     | Piotr Małachowski        | Polónia         | x         | 62.20     | 61.63     | 62.20 |       |
| 18   | A     | Danijel Furtula          | Montenegro      | x         | x         | 62.12     | 62.12 |       |
| 19   | A     | Martin Kupper            | Estónia         | x         | 62.10     | 61.71     | 62.10 |       |
| 20   | B     | Mauricio Ortega          | Colômbia        | 61.92     | x         | x         | 61.92 |       |
| 21   | B     | Alex Rose                | Samoa           | 61.80     | x         | x         | 61.80 |       |
| 22   | B     | Bartłomiej Stój          | Polónia         | x         | 61.21     | 61.79     | 61.79 |       |
| 23   | B     | Robert Urbanek           | Polónia         | 61.55     | 61.78     | 61.35     | 61.78 |       |
| 24   | B     | Aleksey Khudyakov        | Atletas Neutros | 61.27     | 60.52     | x         | 61.27 |       |
| 25   | A     | Chad Wright              | Jamaica         | 58.06     | 60.60     | 58.58     | 60.60 |       |
| 26   | B     | Jorge Fernández          | Cuba            | 60.52     | x         | 60.60     | 60.60 |       |
| 27   | A     | Brian Williams           | Estados Unidos  | x         | 60.48     | 59.12     | 60.48 |       |
| 28   | A     | János Huszák             | Hungria         | 58.17     | 54.67     | 60.45     | 60.45 |       |
| 29   | A     | Philip Milanov           | Bélgica         | 60.24     | 60.05     | x         | 60.24 |       |
| 30   | B     | Giovanni Faloci          | Itália          | 58.83     | x         | 59.77     | 59.77 |       |
| 31   | B     | Kristjan Čeh             | Eslovênia       | 59.55     | x         | x         | 59.55 |       |
| 32   | A     | Guðni Valur Guðnason     | Islândia        | x         | 53.91     | x         | 53.91 |       |

### Final
A final ocorreu dia 30 de setembro às 21:15.
| Pos.              | Atleta                   | Nacionalidade  | Tentativa | Tentativa | Tentativa | Tentativa | Tentativa | Tentativa | Marca | Notas            |
| Pos.              | Atleta                   | Nacionalidade  | 1         | 2         | 3         | 4         | 5         | 6         | Marca | Notas            |
| ----------------- | ------------------------ | -------------- | --------- | --------- | --------- | --------- | --------- | --------- | ----- | ---------------- |
| Medalha de ouro   | Daniel Ståhl             | Suécia         | 66.59     | 67.18     | 67.59     | 65.83     | x         | 67.05     | 67.59 |                  |
| Medalha de prata  | Fedrick Dacres           | Jamaica        | 64.97     | 66.94     | 64.67     | 63.50     | 62.85     | x         | 66.94 |                  |
| Medalha de bronze | Lukas Weißhaidinger      | Áustria        | 66.74     | x         | 66.82     | x         | 63.74     | 66.35     | 66.82 |                  |
| 4                 | Alin Alexandru Firfirică | Roménia        | 63.94     | x         | 66.46     | 65.19     | 63.95     | 64.16     | 66.46 |                  |
| 5                 | Apostolos Parellis       | Chipre         | 64.76     | 66.32     | 64.56     | x         | 64.86     | 65.66     | 66.32 | Recorde nacional |
| 6                 | Matthew Denny            | Austrália      | 65.43     | 63.03     | x         | 64.38     | x         | x         | 65.43 | Recorde pessoal  |
| 7                 | Ehsan Haddadi            | Irão           | 63.80     | 63.80     | 62.51     | 64.29     | 65.16     | 63.32     | 65.16 |                  |
| 8                 | Martin Wierig            | Alemanha       | 64.31     | x         | 62.70     | x         | x         | 64.98     | 64.98 |                  |
| 9                 | Simon Pettersson         | Suécia         | 59.71     | 61.81     | 63.72     |           |           |           | 63.72 |                  |
| 10                | Ola Stunes Isene         | Noruega        | 62.95     | x         | 63.67     |           |           |           | 63.67 |                  |
| 11                | Sam Mattis               | Estados Unidos | x         | 63.15     | 63.42     |           |           |           | 63.42 |                  |
| 12                | Andrius Gudžius          | Lituânia       | x         | 61.55     | x         |           |           |           | 61.55 |                  |

Legenda
| Recorde mundial       | Recorde mundial (World record)               |                       | Recorde africano                      | Recorde africano (African) |                                           | Q | Classificado por posição (Qualified) |
| Recorde do campeonato | Recorde do campeonato (Championship record)  | Recorde da América    | Recorde da América (Americas)         | q                          | Classificado por melhor tempo (Qualified) |   |                                      |
| Melhor marca do ano   | Melhor marca do ano (World leading)          | Recorde asiático      | Recorde asiático (Asian)              | DNS                        | Não largou (Did not start)                |   |                                      |
| Recorde nacional      | Recorde nacional (National record)           | Recorde europeu       | Recorde europeu (European)            | DNF                        | Não terminou (Did not finish)             |   |                                      |
| Recorde pessoal       | Recorde pessoal do atleta (Personal best)    | Recorde da Oceania    | Recorde da Oceania (Oceania)          | DSQ / DQ                   | Desclassificado (Disqualified)            |   |                                      |
| Recorde da temporada  | Recorde da temporada do atleta (Season best) | Recorde sul-americano | Recorde sul-americano (South America) | NM                         | Sem marca (No mark)                       |   |                                      |